# Џувљарке – лезбејска егзистенција Ромкиња
Џувљарке – лезбејска егзистенција Ромкиња студија је ауторке Вере Куртић у којој су забележена сведочанства Ромкиња лезбијки о свакодневном животу и проблемима са којима се суочавају у својим заједницама. Књигу је 2014. године издала организација Женски простор из Ниша.

## О ауторки
Вера Kуртић је феминисткиња, левичарка и Ромкиња. Активисткиња је организације Женски простор из Ниша и Ромске женске мреже која окупља ромске женске организације и иницијативе из целе Србије у заједничку и јединствену снагу за унапређивање положаја Ромкиња. Чланица је и организације за лезбијска људска права – Лабрис из Београда и једна од покретачица окупљања ЛГБТ Рома и Ромкиња на интернационалном нивоу. Студирала је социологију и комуникологију и објавила неколико радова на пољу борбе против вишеструке дискриминације на основу рода, расе, нације, класе и сексуалне оријентације. Ангажована је као пројектна службеница Савета Европе на пројекту „ROMACTED”.

## О књизи
У књизи су забележена сведочанства 15 Ромкиња лезбијки које проговарају о свом свакодневном животу и проблемима са којима се суочавају у својим заједницама. Представља културно-антрополошки документ и прву студију тог типа о тешкоћама и снази невидљивих, вишеструко дискриминисаних жена којима се негира део личног идентитета и остварених веза и односа. Сам израз „џувљарке” представља појам који у ромском језику, на српском говорном подручју, означава лезбијку у погрдном смислу. Занимљивост је да је већина њих по први пут у овим интервјуима изговорила реч лезбијка. Ромска лезбијска заједница, према ауторки, још увек није опредмећена заједничким циљем, међутим са овом књигом стиче свој артикулисани глас. Kроз примере егзистенција Ромкиња лезбијки, ауторка објашњава терете рода расе, националне припадности, класе и мањинске сексуалне егзистенције и њихово међусобно укршање у дискриминацији. Књига не приказује само дискриминацију која се одвија унутар ромске заједнице, већ и ону унутар лезбијске заједнице од стране „белих” лезбијки.